# Guiorgui Antsoukhelidze
 (avril 2025).
Guiorgui Antsoukhelidze (en géorgien : გიორგი ანწუხელიძე), né le 18 août 1984 à Kvemo Alvani (municipalité d'Akhmeta, RSS de Géorgie) et mort le 9 ou le 10 août 2008, est un soldat géorgien assassiné en Ossétie du Sud durant la guerre russo-géorgienne d'août 2008. 
Deux vidéos diffusées sur Internet en 2008 montrent son interrogatoire, la torture puis l'assassinat qu'il a subi, commis par des militants sud-ossètes et des soldats des forces armées russes. 
Il reçoit à titre posthume l'ordre du Héros national, décerné par le président de la Géorgie en avril 2013.

## Biographie

### Jeunesse et engagement militaire
Guiorgui Antsoukhelidze naît en 1984 dans le village de Kvemo Alvani, dans la municipalité d'Akhmeta, une zone montagneuse dans le nord-est de la RSS de Géorgie. Il est conscrit dans les forces armées géorgiennes en 2001. Il sert d'abord dans plusieurs unités d'infanterie, ayant leur quartier général à Senaki puis à Vaziani.
Il a une femme, Maka Chikviladze, et deux enfants. 

### Disparition au combat et mort
Promu sergent subalterne, Guiorgui Antsoukhelidze est artilleur adjoint dans le 41e bataillon de la 4e brigade d'infanterie pendant la guerre russo-géorgienne d'août 2008. Il est porté disparu au combat le 9 août 2008 lors de la bataille de Tskhinvali, alors que les forces géorgiennes avancent dans le district de Shankhai à Tskhinvali. Il reste considéré comme disparu jusqu'en décembre 2008, lorsque son corps est identifié grâce à des tests ADN sur des restes humains récupérés auprès de militants sud-ossètes. 
Il est enterré au cimetière fraternel des soldats géorgiens à Moukhatgverdi près de Tbilissi,.

## Torture et mise à mort

### Diffusion des vidéos
En janvier 2009, deux enregistrements vidéo sont diffusés sur Internet. Dans ceux-ci, des soldats portant l'uniforme des forces d'Ossétie du Sud torturant un soldat géorgien capturé. Ses proches identifient Guiorgui Antsukhelidze. 
La vidéo montre les combattants, parlant en ossète et en géorgien, interrogeant le prisonnier, le forçant à s'agenouiller et lui ordonnant d'embrasser le sol. Le soldat capturé, vêtu d'un uniforme géorgien, est battu à plusieurs reprises et répond à chaque question : « Je n'en ai aucune idée ». L'un des tortionnaires crie en ossète : « Regardez, quel dur ! »,. Guiorgui Antsoukhelidze est ensuite assassiné.

### Poursuites judiciaires
En avril 2010, l'organisation non gouvernementale géorgienne Georgian Young Lawyer's Association (GYLA) dépose plainte auprès de la Cour européenne des droits de l'homme en faveur de la famille Antsoukhelidze. Elle accuse les combattants russes et ossètes de torture et de meurtre,. Un officier sud-ossète de haut rang, Soslan Poukhaïev, qui, selon la Géorgie, serait lié au meurtre de Guiorgui Antsoukhelidze, est arrêté par la police géorgienne en juillet 2009.

### Mort des combattants impliqués
Selon l'Ukrayinska Pravda, le colonel russe Sergueï Soukharev, impliqué dans la torture et la mise à mort de Guiorgui Antsoukhelidze, est tué pendant l'invasion russe de l'Ukraine en mars 2022. Soukharev servait comme commandant du 331e régiment aéroporté de la Garde lors de la participation de cette unité à la guerre russo-géorgienne. 
En mars 2025, Kazbek Timov, un séparatiste ossète et l'un des tortionnaires présumés de Guiorgui Antsoukhelidze, est tué par les forces armées ukrainiennes alors qu'il participe à l'invasion de l'Ukraine. Un autre séparatiste ossète, Vladimir Khanikaïev, accusé d'avoir pris part à la torture du soldat géorgien, est également tué en mars 2025 en Ukraine.

## Hommages
Le 15 avril 2013, le président géorgien Mikheil Saakachvili décerne à titre posthume à Guiorgui Antsoukhelidze l'ordre du Héros national,. Le soldat avait auparavant reçu l'ordre de Vakhtang Gorgasali, 1re classe. 
Son nom est donné à une école de sous-officiers gérée par le ministère de la Défense de Géorgie en novembre 2013. 
Il est également honoré par le président Guiorgui Margvelachvili lors de son discours inaugural en novembre 2013.